# Over the Hill to the Poorhouse (film 1908)
Over the Hill to the Poorhouse è un cortometraggio muto del 1908 diretto da Stanner E.V. Taylor:
La poesia di Will Carleton Over the Hill to the Poor House, che ispirò il soggetto del film e che venne adattata in seguito per altre versioni cinematografiche, originariamente era parte della raccolta Farm Ballads pubblicata a New York nel 1873.
Il cortometraggio, interpretato da Florence Auer, Edward Dillon e Mack Sennett, venne prodotto dall'American Mutoscope and Biograph Company che lo distribuì in sala il 26 giugno 1908.

## Produzione
Il film venne prodotto dall'American Mutoscope and Biograph Company.

## Distribuzione
Distribuito dall'American Mutoscope and Biograph Company, il film - un cortometraggio di circa nove minuti conosciuto anche come Over the Hills to the Poorhouse - uscì in sala il 26 giugno 1908.
Non si conoscono copie ancora esistenti della pellicola che viene considerata presumibilmente perduta

## Altre versioni
Nel 1911, ne venne fatto un remake dal titolo Over the Hills con la regia di Joseph W. Smiley e George Loane Tucker.
Un'altra versione venne distribuita anche in Italia con il titolo Mamma (titolo originale Over the Hill to the Poorhouse), film diretto da Harry F. Millarde.